# Relicina amphithrix
Relicina amphithrix är en lavart som beskrevs av Hale. Relicina amphithrix ingår i släktet Relicina och familjen Parmeliaceae.   Inga underarter finns listade i Catalogue of Life.